# Barbara Fialho
Barbara Fialho (Montes Claros, Brasil; 21 de diciembre de 1987) es una modelo y ocasionalmente cantante brasileña conocida principalmente por haber desfilado para la firma de lencería Victoria's Secret.

## Carrera

### Modelaje
A los 15 años, Barbara Fialho se mudó de su ciudad natal a São Paulo, para trabajar como modelo en la São Paulo Fashion Week y en la Rio Fashion Week. Tres meses más tarde, se mudó a Nueva York. A los 17 años, posó para Just Cavalli siendo fotografía por Mario Testino y vestida por Carine Roitfeld.
Firmó un contrato con IMG Models en 2011.
Ha aparecido en importantes revistas de moda como en la Vogue italiana, la Elle estadounidense, italiana, brasileña y croata, en la Harper's Bazaar británica, en la Revista W, en Marie Claire, 10 Magazine, CR Fashion Book de Carine Roitfeld, Dossier, Esquire, GQ, L'Officiel, LA Times, Missbehave, Status, Vulture y la francesa Numéro entre otras.
En 2012 desfiló por primera vez, con tan solo 23 años, en el Victoria's Secret Fashion Show que tuvo lugar en Nueva York. En 2013, la firma volvió a confiar en ella para participar en el show de ese año. En 2014 desfiló en dos segmentos del show celebrado en Londres. En el desfile de 2015 participó en los segmentos Exotic Butterflies y Ice Angels. En 2016 Fialho se trasladó a París para desfilar en el show que tuvo lugar en París. Allí participó en los segmentos The Road Ahead y Dark Angel. En el show de 2017, que tuvo lugar en Shanghái, volvió a participar en dos de los seis segmentos en los que se dividió el desfile. El último desfile de la franquicia en el que participó Fialho fue en el de 2018 en Nueva York.
También ha desfilado para grandes firmas de moda como Bottega Veneta, Givenchy, Diane von Fürstenberg, Loewe, Christian Dior, House of Holland, Alexander McQueen, John Galliano, Vivienne Westwood, Louis Vuitton, Jeremy Scott, Naeem Khan, Oscar de la Renta, Ralph Rucci, Antonio Berardi, Custo Dalmau, Temperley y en el evento Fashion Rocks.
Ha aparecido en campañas promocionales de Roberto Cavalli, Givenchy, Missoni, Just Cavalli, Diesel, Levi's, Macy's, Amir Slama, El Palacio de Hierro, Meskita, Ugg, y Urban Decay.
En 2011 apareció en el videoclip de la canción "Bright Lights Bigger City" del rapero CeeLo Green.

### Música
Barbara Fialho toca la guitarra desde los 9 años. Estudió música en la escuela Juilliard, conservatorio de arte situado en la ciudad de Nueva York.
En 2014, grabó un álbum bossa nova, que fue producido por Damon Martin, en el que canta y en ocasiones toca la guitarra. Entre los músicos se incluyen Abraham Laboriel y Justo Almario. Lanzó un sencillo en 2017 titulado Samba e Amor con la colaboración de Seu Jorge, a quien considera un gran músico.
En 2018, Fialho saca su vídeo musical, llamado Um Beijo (en español: Un Beso), junto con la colaboración de Jo Mersa Marley, nieto de Bob Marley.

## Vida personal
Se casó con Rohan Marley, hijo de Bob Marley, el 23 de marzo de 2019, en una ceremonia celebrada en la ciudad natal de la novia. En abril anunció su primer embarazo y en agosto de ese año dio a luz a su hija Maria. Se separaron en mayo de 2022.